# Palatin (Uhry)

Znak Uherského království

Palatin, též palatýn (latinsky comes palatii, comes palatinus; maďarsky nádorispán, nádor; slovensky nádvorný župan, nádvorný špán, palatín, nádvorník) byl vysoký státní úředník zejména v Uhersku.

## Historie

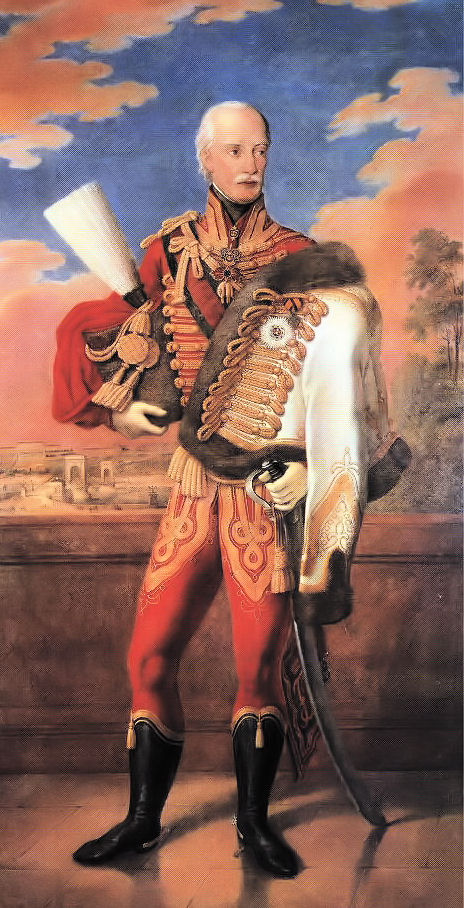
Arcivévoda Josef, uherský palatin v letech 1796 – 1847(obraz Johanna Nepomuka Höfela kolem 1845)

Původně byl hlavou uherského královského dvora, v této pozici byl nahrazen hofmistrem.
Od 12. století zastupoval krále například jako nejvyšší soudce, z této pozice vytlačil dříve významného královského sudího. Palatin zastával významnou funkci i ve správě královského majetku, stal se také nejvyšším velitelem vojska. Od dob Zikmunda Lucemburského měl i funkci místodržitele a byl tak nejvýznamnější osobou po králi.
V 16.–18. století byl předsedou Sněmovny magnátů Uherského zemského sněmu, sněmy byl od 14. století sám volen.
Od roku 1848 ztratil palatin funkce předsedy místodržitelské rady, sněmu a sedmipanského soudu, význam palatina tak byl nadále jen symbolický, roku 1918 zanikl úřad úplně.